# Olkiluoto
Olkiluoto [ˈɔlkiluɔtɔ] ist eine Insel im Bottnischen Meerbusen vor der Westküste Finnlands. Sie liegt in der Landschaft Satakunta rund 25 Kilometer nördlich der Stadt Rauma und ist Teil der Gemeinde Eurajoki. Die etwa 6 Kilometer lange und 2,5 Kilometer breite Insel wird nur durch einen schmalen Sund vom Festland getrennt und ist über eine Brücke erreichbar.
Olkiluoto ist Standort des Kernkraftwerks Olkiluoto mit zwei Siedewasserreaktoren und einem EPR. Letztgenannter erreichte am 20. Dezember 2021 die erste Kritikalität und ging somit offiziell in Betrieb. Daneben befinden sich auf der Insel das Endlager Olkiluoto und ein Seehafen.